# Steven E. Jones
 Steven Earl Jones (prof. dr. em) (25 maart 1949) is een Amerikaans natuurkundige. Hij bestudeerde kernfusie door muon en gaf onder meer les aan de Brigham Young-universiteit (BYU) in Provo, Utah.

## Biografie
Jones studeerde magna cum laude af aan de Brigham Young-universiteit in 1973. Hij is echter bekend door onderzoek buiten zijn directe specialisatie (studie van kernfusie). Na de aanslagen op 11 september 2001 haalde Jones de media met zijn berucht geworden opvatting over een gecontroleerde sloop van het World Trade Center. In 2006 werd hij door de universiteit op non-actief gezet (lees: betaald verlof). Hij zou twee jaar later met pensioen gaan, maar zette vastberaden zijn onderzoek verder.
Jones ontdekte nanothermiet, een explosief mengsel van metaalpoeder en fijn metaaloxide, na een studie van het staal van de Twin Towers. Hierdoor zouden de torens sneller ten val zijn gekomen. Hij stelt dat een thermietreactie zichtbaar was even voor de instorting(en). Jones' theorie is enorm strijdig met de aangenomen progressieve instorting. Critici verwezen eerder dan Jones naar thermietreactie door aluminium van de geëxplodeerde vliegtuigen die de explosieve reactie zou hebben uitgelokt, maar zonder melding te doen van de term [thermiet]. De aangenomen theorie is dat het staal slechts vervormde door heftige brand. Jones gelooft dit niet.